# Federic de Madrazo et Ochoa

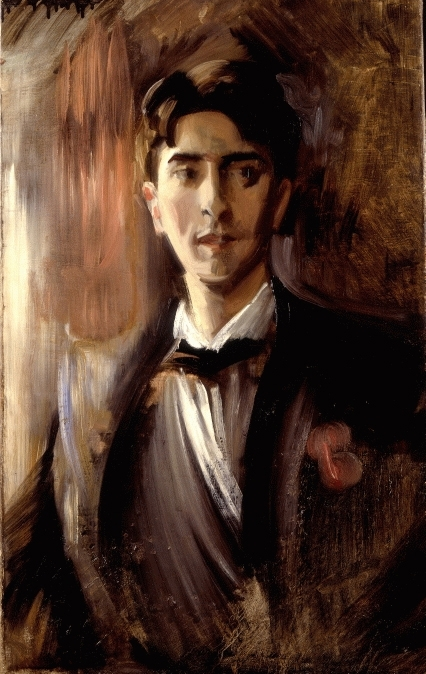
Portrait de Jean Cocteau (1912)

Federic de Madrazo et Ochoa, en espagnol : Federico de Madrazo y Ochoa (Paris, 22 juin 1875 - Paris 8e, 27 juin 1935) est un peintre espagnol travaillant le plus souvent à Madrid et dans ses environs. Il passa également quelque temps à Paris.

## Une famille d'artistes
Il faisait partie de la Famille Madrazo, une célèbre famille d'artistes espagnols qui comprenait son père Raimundo de Madrazo, son oncle Ricardo de Madrazo, son grand-père, Federico de Madrazo, et son arrière-grand-père José de Madrazo.

## Œuvre
Il collabore avec Jean Cocteau à l'écriture d'un ballet, Le Dieu bleu (The Blue God) en 1912 pour les Ballets russes de Serge de Diaghilev. La musique du ballet a été composée par Reynaldo Hahn. Il a également peint le portrait le plus familier de Cocteau.